# Fransche Kampheide
Fransche Kampheide is een natuurgebied van het Goois Natuurreservaat nabij Het Spiegel in Bussum. Het ligt tussen de Fransche Kampweg (N236), Nieuwe 's-Gravelandseweg, Struikheiweg en Bussumergrintweg. 
Het gebied maakt deel uit van een stuwwallengebied en bestaat deels uit een heidecomplex met struikheide en veel dopheide. Verspreid liggen hierin kleinere stukjes stuifzand. Het middengedeelte is uitgegroeid tot een bos met berken en grove dennen. In het gebied liggen twee dagrecreatieterreinen, in het noorden 'Zandzee' en in het zuidwesten 'Fransche kampheide'. 
In het gebied groeien niet algemene plantensoorten als stekelbrem, kruipbrem, blauwe knoop, stijve ogentroost, gaspeldoorn en heidespurrie.